# Utbildningsprogram
Ett utbildningsprogram är en serie kurser som leder till en examen. Utbildningsprogram omfattar ofta flera terminer och årskurser. Kurser inom ett utbildningsprogram kan vara obligatoriska eller valbara. Utbildningen kan avslutas med flera valbara inriktningar eller profiler.

## Sverige
Fram till tidigt 1990-tal användes begreppet linje istället för program. Program indikerar viss valbarhet. För högskoleutbildningar ska enligt högskoleförordningen varje utbildningsprogram ha en utbildningsplan, där programmets lärandemål och kurser framgår. Här ska även programmets antagningskrav (behörighetsregler) anges. Utbildningsplanen ska överensstämma med de lärandemål som anges i högskoleförordningens nationella examensbeskrivningar såväl som lärosätets lokala examensbeskrivning för den aktuella examenstiteln.
Ett alternativ till att följa ett utbildningsprogram är att ansöka om att läsa fristående kurser och därefter ansöka om examen, som då inte behöver följa en utbildningsplan, men måste uppfylla högskoleförordningens och lärosätets examensregler eller examensbeskrivning för den aktuella examenstiteln.